# 378 Holmia
378 Holmia eller 1893 AP är en asteroid upptäckt 6 december 1893 av den franske astronomen Auguste Charlois i Nice. Asteroiden har fått sitt namn efter det latinska namnet på den svenska huvudstaden Stockholm.